# Krüssau
Krüssau est un village d'Allemagne faisant partie de l'arrondissement du Pays-de-Jerichow en Saxe-Anhalt. Il a rejoint la municipalité de la ville de Möckern, le 1er janvier 2010. Sa population était de 210 habitants au 31 décembre 2006.

## Personnalités
- Fritz Kränzlin, botaniste, y termine ses jours en 1934